# Comuna de Chocianów
Chocianów (polaco: Gmina Chocianów) é uma gminy (comuna) na Polónia, na voivodia de Baixa Silésia e no condado de Polkowicki. A sede do condado é a cidade de Chocianów.
De acordo com os censos de 2004, a comuna tem 12 701 habitantes, com uma densidade 55,2 hab/km².

## Área
Estende-se por uma área de 230,27 km², incluindo:
- área agricola: 42%
- área florestal: 51%

## Demografia
Dados de 30 de Junho 2004:
|                      | Total   | Total | Mulheres | Mulheres | Homens  | Homens |
| -------------------- | ------- | ----- | -------- | -------- | ------- | ------ |
|                      | pessoas | %     | pessoas  | %        | pessoas | %      |
| População            | 12 701  | 100   | 6377     | 50,2     | 6324    | 49,8   |
| Densidade (pop./km²) | 55,2    | 100   | 27,7     | 27,7     | 27,5    | 27,5   |

De acordo com dados de 2002, o rendimento médio per capita ascendia a 1195,59 zł.

## Comunas vizinhas
- Chojnów, Gromadka, Lubin, Polkowice, Przemków, Radwanice